# Lobrathium bicornutum
Lobrathium bicornutum – gatunek chrząszcza z rodziny kusakowatych i podrodziny żarlinków (Paederinae).
Gatunek ten opisany został w 2012 roku przez Volkera Assinga na podstawie parki odłowionej w 1988 roku.
Kusakowaty o ciele długości od 9,5 do 10,3 mm, ubarwionym ciemnobrązowo do czarniawobrązowego z ciemnorudobrązowymi pokrywami, a czułkami i odnóżami rudymi. Głowa 1,1 razy dłuższa niż szersza, o tylnych kątach szeroko zaokrąglonych. Przedplecze nieco węższe od głowy, dłuższe niż szersze. Pokrywy krótkie, 0,7 do 0,75 razy tak długie jak przedplecze. Tylna para skrzydeł zredukowana. Odwłok bardzo delikatnie i gęsto punktowany, szerszy od pokryw. Siódmy tergit bez palisady włosków na tylnej krawędzi. U samca pośrodku tylnej części sidmego sternitu płytkie wgniecenie, a sternit ósmy z prawie V-kształtnym wcięciem na tylnej krawędzi i środkowym wgłębieniem wąskim, opatrzonym czarnymi, grubymi, krótkimi szczecinkami. Edeagus z głęboko rozdwojonym wyrostkiem brzusznym.
Chrząszcz endemiczny dla Nepalu, znany wyłącznie z dojrzałego lasu mieszanego w dystrykcie Taplejung, na wysokości 2300–2500 m n.p.m..